# Crypsityla confusaria
Crypsityla confusaria là một loài bướm đêm trong họ Geometridae.